# Rhinolophus paradoxolophus
Rhinolophus paradoxolophus es una especie de murciélago de la familia Rhinolophidae.

## Distribución geográfica
Se encuentra en el extremo sudeste de China, Laos, Tailandia y norte de Vietnam.